# Sergio Ghisalberti
Sergio Ghisalbeti, född 10 december 1979 i San Giovanni Bianco, är en professionell italiensk tävlingscyklist. Han tävlade från säsongen 2006 till 2008 för Team Milram. Han blev professionell 2005 med det italienska stallet Domina Vacanze. 
Under 2005, sitt första år som professionell, slutade han trea på Giro del Trentino och han var med i laguppställningen till Vuelta a España.
Under säsongen 2003 vann han Lombardiet runt i U23-klassen. Säsongen därpå tävlade italienaren för UC Bergamasca 1902, men fick i slutet av säsongen prova på att vara professionell, en så kallad stagiaire, med De Nardi. De Nardi bytte efter säsongen sponsor till Domina Vacanze. 
Under säsongen 2006 fortsatte Ghisalbeti sin karriär i Team Milram, där han blev stallkamrat med spurtarna Alessandro Petacchi och Erik Zabel. Under säsongen vann han bergstävlingen i Vuelta a Burgos. Han slutade på 21:a plats i Giro d'Italia, vilket blev stallets bästa placering.

## Meriter
2003
1:a, Lombardiet runt (U23)
2:a, Trofeo Torino-Biella - Giro della Provincia di Biella
2:a, Cronoscalata Gardone V.T. - Prati di Caregno
2004
1:a, Cronoscalata Gardone V.T. - Prati di Caregno
2005
2:a, etapp 2, Giro del Trentino
3:a, Giro del Trentino
2006
1:a, bergstävlingen, Vuelta a Burgos
3:a, etapp 4, Vuelta a Burgos

## Stall

### Amatörstall
- 2003 Edile Rosa Carni Gaverina
- 2004 UC Bergamasca 1902
- 2004 De Nardi (stagiaire)

### Proffsstall
- 2005 Domina Vacanze

- 2006-2008 Team Milram

## Meriter iGrand Tour

### Vuelta a España
- 2005 : 92:a

### Giro d'Italia
- 2006 : 21:a
- 2007 : slutförde inte loppet (10:e etappen)
- 2008 :  slutförde inte loppet (8:e etappen)